# Stenoptilodes
Stenoptilodes is een geslacht van vlinders van de familie vedermotten (Pterophoridae).

## Soorten
- S. albiciliata Walsingham, 1880
- S. albida Walsingham, 1880
- S. albidorsella Walsingham, 1880
- S. antirrhina Lange, 1940
- S. auriga Barnes & Lindsey, 1921
- S. baueri Lange, 1950
- S. bifida Lange, 1950
- S. brevipennis Zeller, 1874
- S. carolina Kearfott, 1907
- S. cooleyi Fern., 1898
- S. crenulata Barnes & McDunnough, 1913
- S. duckworthi Gielis, 1991
- S. edwardsii Fish, 1881
- S. fragilis Walsingham, 1880
- S. gielisi Landry, 1993
- S. gilvicolor Zeller, 1877
- S. grandis Walsingham, 1880
- S. immaculata McDunnough, 1939
- S. juanfenandicus Gielis, 1991
- S. littoralis Butler, 1882
- S. lutescens Lange, 1950
- S. maea Barnes & Lindsey, 1921
- S. modesta Walsingham, 1880
- S. nana McDunnough, 1927
- S. petrodactyla Walker, 1864
- S. sematodactyla Berg, 1892
- S. shastae Walsingham, 1880
- S. taprobanes (Felder & Rogenhofer, 1875)
- S. vittata Service, 1966
- S. xylopsamma Meyrick, 1907